# 망월초등학교
망월초등학교는 대한민국 경기도 하남시에 있는 공립 초등학교이다.

## 학교 연혁
- 1958. 02. 01 동부국민학교 망월인가 분교
- 1960. 04. 01 망월국민학교로 승격 개교(개교기념일)
- 1981. 03. 10 병설유치원 개원
- 1983. 03. 01 특수학교 인가
- 1996. 03. 01 망월초등학교로 개명
- 1998. 03. 06 전교생 급식 실시
- 1999. 12. 02 신관 증·개축 준공
- 2008. 09. 01 제16대 송찬억 교장선생님 부임
- 2011. 02. 16 제51회 졸업식(12명)
- 2011. 03. 01 7학급 편성(특수학급 1포함)
- 2015. 05. 27 재개교(6학급)
- 2015. 05. 27 정광식 교장선생님 부임